# Simon Fraser (11e lord Lovat)
Pour les articles homonymes, voir Simon Fraser.
Simon Fraser, 11e lord Lovat (1667 – 1747) est un chef de clan écossais, rallié dans un premier temps à la maison de Hanovre, puis à celle de Stuart. Après la bataille de Culloden, arrêté et condamné pour haute trahison, il est le dernier britannique à avoir été décapité.

## Biographie
Né le 5 janvier 1667, Simon est le deuxième fils de Thomas Fraser (1631–1699), dit « Thomas de Beaufort », et de Sybilla Macleod (morte en 1682), une famille liée au clan Fraser of Lovat. Alexander, son frère aîné, meurt en 1689 durant la bataille de Killiecrankie. Simon devient l'héritier de son père. Très éduqué, il termine ses études supérieures en 1695, à Aberdeen.

### Un héritage disputé
Durant les trois années suivantes, il entre en rivalités contre les clans MacKenzie et Murray afin de renforcer la position de son père. Choisissant la force armée, il équipe une centaine d'hommes, jurant fidélité aux souverains Guillaume III et Marie II. En 1696, Hugues, 9e lord Lovat, meurt après avoir désigné comme héritier Thomas, le père de Simon. Cependant, John Murray, duc d'Atholl, réclame à son tour le titre. Une guerre d'alliance s'ensuit qui pousse Simon à forcer la propre sœur du duc d'Atholl à l'épouser, après l'avoir séquestrée . En septembre 1698, Simon, son père et vingt de leurs hommes sont accusés de rébellion et pourchassés par Murray et des soldats du gouvernements. Ils se réfugient au château de Dunvegan, tandis que leurs terres sont ravagées. Simon rassemble 300 fidèles et repart au combat, remportant une victoire contre les 600 hommes commandés par Murray. Ayant perdu son père quelques jours plus tôt, Simon a démontré par cette bataille qu'il était capable de défendre et diriger son clan,.
Archibald Campbell conseille au jeune Simon d'aller plaider sa cause à  Londres auprès du roi. Tandis qu'il obtient le pardon royal, la justice le rattrape : il doit comparaître pour enlèvement et séquestration à Édimbourg, ce qu'il ne fait pas. Les Murray, de leurs côtés, marient leur fille aînée à Alexander Mackenzie, le plus jeune fils de Hugues, 9e feu lord Lovat, et du même coup, prennent possession des biens de ce dernier, dont Castle Dounie. Comble de malchance, en février 1702, la nouvelle souveraine, la reine Anne, semble soutenir le parti de John Murray. Cette fois, Simon choisit, toujours sur les conseils de Campbell, de rejoindre la France, et de demander de l'aide aux Stuarts, hébergés au château de Saint-Germain-en-Laye,.
Quand Simon arrive à Saint-Germain, Jacques II, souverain en exil chassé d'Angleterre, vient de mourir, mais son fils aîné, âgé de 14 ans, semble prêt à réclamer les droits de son père, puisqu'Anne n'a aucun héritier. Deux partis le conseillent : le prudent et affable Charles Middleton (1649–1719) partisan d'attendre la vacance de la succession anglaise, et le passionné James Drumond, 4e comte de Perth, volontaire pour lever une armée avec l'aide de la France et marcher sur Londres. Simon choisit le parti de Perth. Il doit d'abord se convertir au catholicisme. Il peut ensuite demander audience à Louis XIV. S'exprimant en bon français, il expose au souverain, à Versailles, un plan de soulèvement des Jacobites et suggère l'envoi de cinq milliers de soldats français en renforts. Après ça, Simon retourne en Écosse durant l'été 1703 afin de préparer la révolte.

### La prison
Une fois rendu à Londres, Simon Fraser mène un double jeu. Il rencontre James Douglas, 2e duc de Queensberry, un partisan de l'union de l'Écosse et de l'Angleterre, lui montrant les documents reçus de la main de Marie de Modène, la veuve de Jacques II, sur lesquels il a rajouté le nom de John Murray — connu comme étant un opposant à l'union — au rang des partisans d'une insurrection : les ambitions de Simon sont de récupérer à tout prix l'usufruit de ses terres désormais aux mains d'Alexander Mackenzie, et en salissant Murray, il espérait remonter en grâce. Cependant, Queensberry lui conseille de nouveau la fuite et lui offre un passeport et un nouveau nom. Le revoici rendu en France.
À Versailles, la nouvelle du double-jeu de Fraser parvient aux oreilles du roi qui décide d'exiler Fraser à Bourges. Là, Simon se conduit mal et c'est en prison qu'il échoue, cette fois à Angoulême, puis à Saumur, en 1707, où il est autorisé à recevoir des visites. En 1714, James Fraser de Castle Leathers (1670-1760) se rend à la forteresse de Saumur pour ramener Simon sur ses terres, où, en effet, de nombreux sujets refusaient la seigneurie d'Alexander Mackenzie. Simon reste d'abord à Londres, afin de clarifier son statut. En septembre 1715, la deuxième révolte des Jacobites éclate, après que la maison de Hanovre ait accédé à la couronne. Y voyant là l'occasion de se racheter auprès du nouveau souverain Georges Ier, Simon se rend en Écosse et promet de rallier ses hommes au parti des Hanovre. Il réussit à diriger deux clans favorables au régime et entreprend le siège d'Inverness, qui se rend le 12 novembre.
En mars 1716, le roi lui accorde le pardon et le droit sur ses terres. Alexander Mackenzie est en effet en prison, ayant fait partie des Jacobites. Cependant, ce dernier fut pardonné également, et ce n'est qu'en 1730 que Simon retrouvera l'usufruit de ses terres, après une longue bataille juridique.

### Un chef de clan traditionaliste
En 1717, il épouse, en toute légalité cette fois, Margaret Grant ; le couple aura cinq enfants, trois filles et deux garçons. Margaret meurt en 1729, et Simon épouse en secondes noces Primrose Campbell en 1733, dont un fils, Archibald. Le couple divorce en 1738.
Après la troisième révolte des Jacobites en 1719, Londres comprend désormais que pour gouverner les Highlands, l'appui des chefs de clans écossais est indispensable. Ménageant les différents partis, Simon Fraser réussit à se faire élire chef de l'une des six Independent Highland Companies, préfiguration du Black Watch, une formation paramilitaire restaurée en 1724 avec l'accord du roi et contrôlée par le général George Wade, et dont le rôle était de garantir l'ordre dans le nord. En 1739, Fraser promet des terres à des Jacobites en exil. Informé, Londres lui retire l'année suivante le commandement de sa compagnie,. 

### La chute

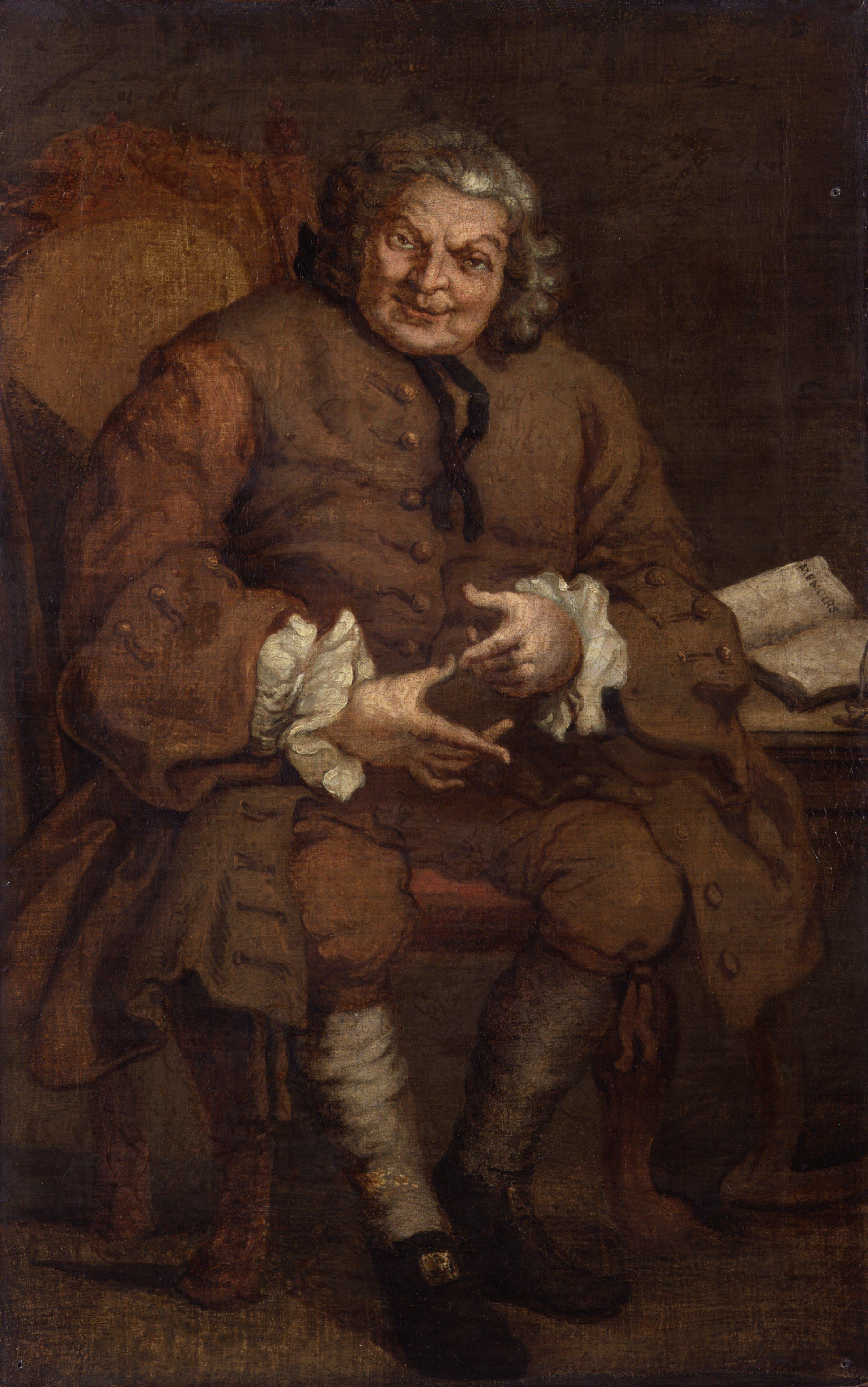
William Hogarth : Simon Fraser, 11th Baron Lovat (huile sur toile, vers 1747), National Portrait Gallery de Londres.

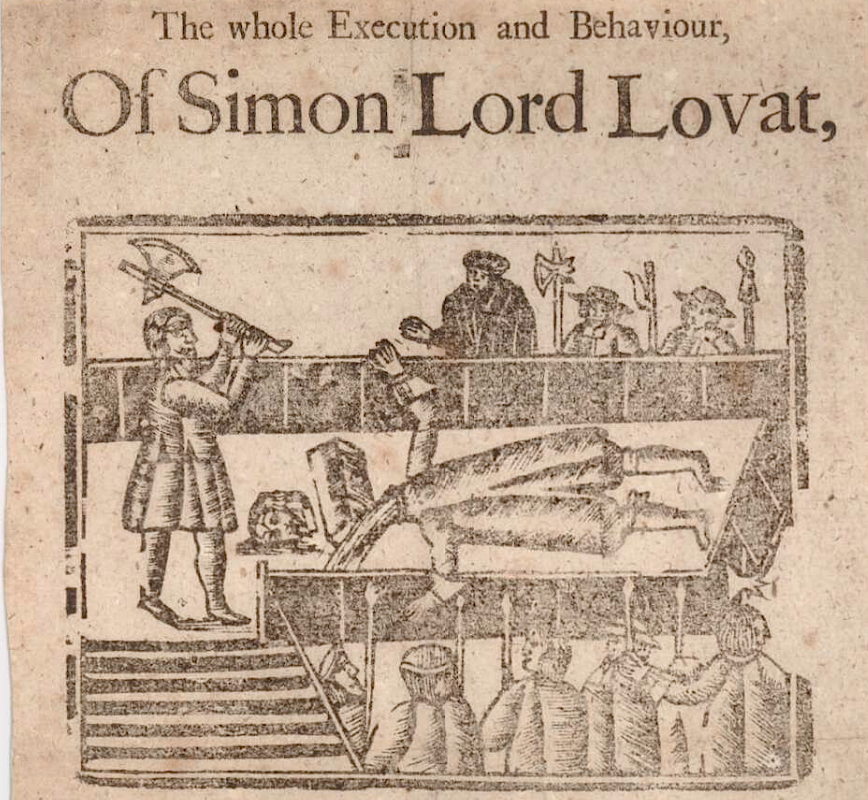
Gravure sur bois figurant l'exécution, issue d'une brochure imprimée et vendue aux passants (Londres, 1747).

Le 23 juillet 1745, Charles Edward Stuart débarque avec des troupes à Eriskay, mais la Royal Navy coupe la route à la flotte française, venue en renfort. Malgré tout, il réussit à lever une armée et marche sur Édimbourg. Le 21 septembre, il remporte la bataille de Prestonpans contre l'armée de l'Union. Simon Fraser, pendant ce temps-là, agit dans l'ombre. Il réussit à convaincre son propre fils, Simon Fraser of Lovat (1726-1782) de rejoindre les Jacobites, puis il commandite l'enlèvement de Duncan Forbes of Culloden, lord président du parlement écossais, premier personnage du pays. L'attaque de la résidence de Forbes a lieu les 15 et 16 octobre, menée par 200 hommes au service de Lovat. En décembre, ces mêmes hommes prennent Fort Augustus. Aidé par la France, Charles Edward Stuart rassemble ses forces et décide d'affronter les armées gouvernementales le 16 avril 1746 : la bataille de Culloden est un fiasco et entraîne une terrible répression menée par William Augustus de Cumberland. 
Simon réussit à s'enfuir après la bataille mais il est arrêté le 7 juin sur une île située sur Loch Morar. Il est placé en détention à la prison de St Albans où William Hogarth lui rend visite et exécute son portrait dont il tirera une gravure. 
En mars 1747, il est conduit à la Tour de Londres en attendant d'être jugé. Après un procès de sept jours, il est condamné pour haute trahison, et est décapité le 9 avril 1747 devant une foule considérable ; on déplora le décès de neuf personnes, mortes piétinées.